# 얼라이언스 항공
얼라이언스 항공(영어: Alliance Airlines)은 오스트레일리아의 지역 항공사이다. 본사는 퀸즐랜드주 브리즈번에 있다.
2002년에 플라이트 웨스트 항공의 자산을 인수하고 설립했으며 2011년, 오스트레일리아 증권거래소에 상장되었다.

## 같이 보기
- 오스트레일리아의 항공사 목록